# Чайный сервиз

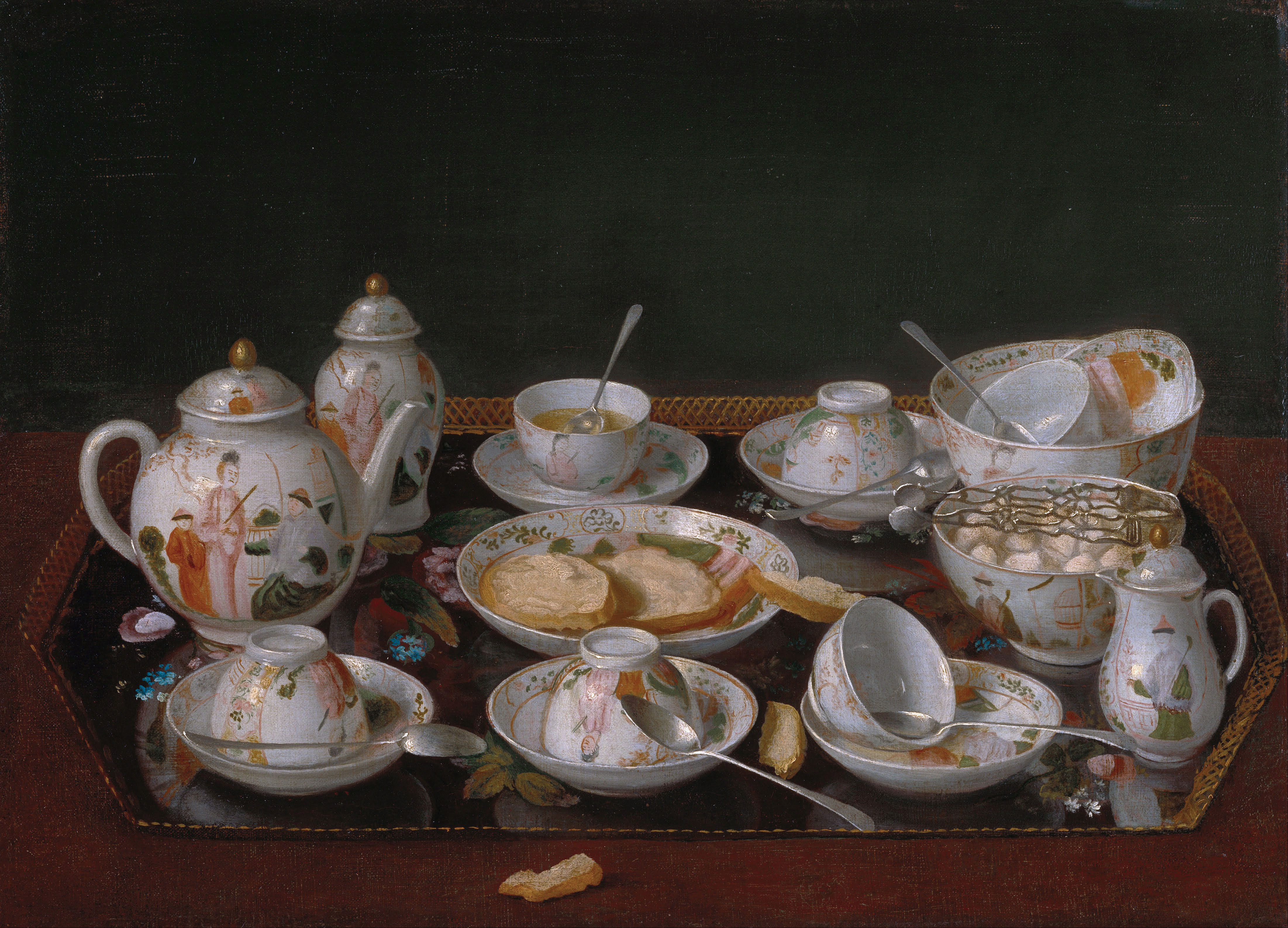
Натюрморт Ж.-Э. Лиотара (XVIII век): чайница — слева позади чайника; справа — молочник, сахарница, полоскательница

Чайный сервиз — набор чайной посуды из подходящих друг к другу элементов, обычно фарфоровых или серебряных. Сервиз включает заварочный чайник, сахарницу, чашки и блюдца. В некоторые сервизы входят молочник, поднос для чая, изредка полоскательница, блюдце для лимона, кувшин для горячей воды или доливной чайник, чайница, в XVIII веке недолгой популярностью пользовалось также специальное блюдце для ложек (англ. spoon boat). Иногда набор включает также кофейник и может использоваться для питья кофе. Таким образом, различные сервизы могли быть чайно-кофейными, собственно чайными и собственно кофейными. Кроме того, в XVIII веке были популярны особые сервизы для питья горячего шоколада.

## История
Современный вид набор посуды для чая приобрёл в Европе в XVIII веке. В Британии серебряный сервиз появился в начале XVIII века у королевы Анны и быстро распространился среди аристократов. Из соображений практичности чашки вскоре стали фарфоровыми, не обжигающими рук, однако серебряные наборы из чайника, сахарницы и молочника продолжали оставаться символом преуспевания, массово изготовлялись в эпоху французской Первой Империи (начало XIX века), когда в моду вошёл стиль ампир, и периодически производятся до сих пор.
Единый дизайн для всех предметов сервиза стал популярным в Британии во времена Георга III, хотя отдельные образцы изредка встречались и ранее (Дж. Роусон возводит историю чайных сервизов в Китае по крайней мере к династии Юань). Герцог Ларошфуко в 1784 году отметил, что чаепитие предоставляет английским богачам «возможность показать своё величие с помощью чайников, чашек и прочих предметов, всегда чрезвычайно элегантных». В XVIII веке посуду для чаепития можно было покупать по каталогам: по одному предмету, в небольших количествах, или полным сервизом; во всех полных сервизах на аукционе вустерского фарфора в 1769 году было по 43 предмета. Сервиз мог быть рассчитан на различное количество персон, существовали и сервизы на одну персону, получившие название «сервиз „Эгоист“».
На фоне других английских чайных сервизов XVIII века выделялись сервизы фирмы «Веджвуд», выполненные из так называемой «каменной массы», обычно двухцветные, украшенные выразительно, но аскетично. В викторианскую эпоху игра девочек в чаепитие поощрялась как приобщение к «благородным» занятиям, потому распространение получили также миниатюрные чайные сервизы.
В Российской империи чайные сервизы производились всеми ведущими фарфоровыми заводами, в том числе Императорским фарфоровым заводом (в советский период назывался ЛФЗ), заводом Гарднера в Вербилках и другими. Украшение сервизов в России и в Европе менялось согласно веяниям моды. Так, в XVIII веке был популярен китайский стиль (шинуазри). В начале XIX века, после похода Наполеона в Египет, в моду вошли египетские мотивы, а также сервизы с портретами правящих монархов и полководцев, сценами битв Наполеоновских войн. Популярными мотивами украшения чайных сервизов были пейзажи, сюжеты греческой и римской мифологии, цветы и цветочные узоры. Было принято, чтобы весь сервиз был выдержан в общем стиле и посвящён общей теме, однако конкретное изображение на каждом предмете могло быть уникальным, то есть на каждом предмете одного сервиза мог присутствовать разный портрет или разный пейзаж.
В советское время фарфоровая промышленность России была национализирована. Первое время, в эпоху НЭПа фарфоровые заводы нередко работали со старыми, дореволюционными формами, хотя параллельно создавались экспериментальные предметы, в том числе и чайные сервизы, ныне известные, как агитационный фарфор. В дальнейшем перед фарфоровыми заводами была поставлена задача сделать выпуск сервизов более массовым, а их формы — нарядными, но более простыми. Стало традицией, что на каждом фарфоровом заводе существовал свой особенный набор форм сервизов, и параллельно — особенный набор рисунков, причем сервизы одной формы могли выпускаться с нанесением разного рисунка.
Среди советских художников по фарфору можно выделить, например, П. В. Леонова, а среди дизайнеров керамики — Еву Цайзель, которая создала много лирических и в то же время практичных чайных сервизов. Во время работы в 1930-х годах в СССР она добавила в чайный сервиз доливной чайник, соответствующий русской традиции использования двух чайников: с заваркой («заварной») и с горячей водой («доливной»). Созданные ею для массового производства на Дулёвском заводе сервизы без названий, с внутренними обозначениями С-1 и С-2 стали знаменитыми. С-1 включал заварочный и доливной чайники, сахарницу с крышкой, молочницу и чашки с блюдцами. С-1 с рисунком П. В. Леонова «Красавица» получил большой приз на Всемирной выставке в Париже в 1937 году, его выпуск в СССР продолжался до 1980-х годов. Ту же награду получил и сервиз С-2, вариант созданного Цайзель чуть ранее сервиза «Интурист». Дизайнер также экспериментировала с керамическими чайницами.

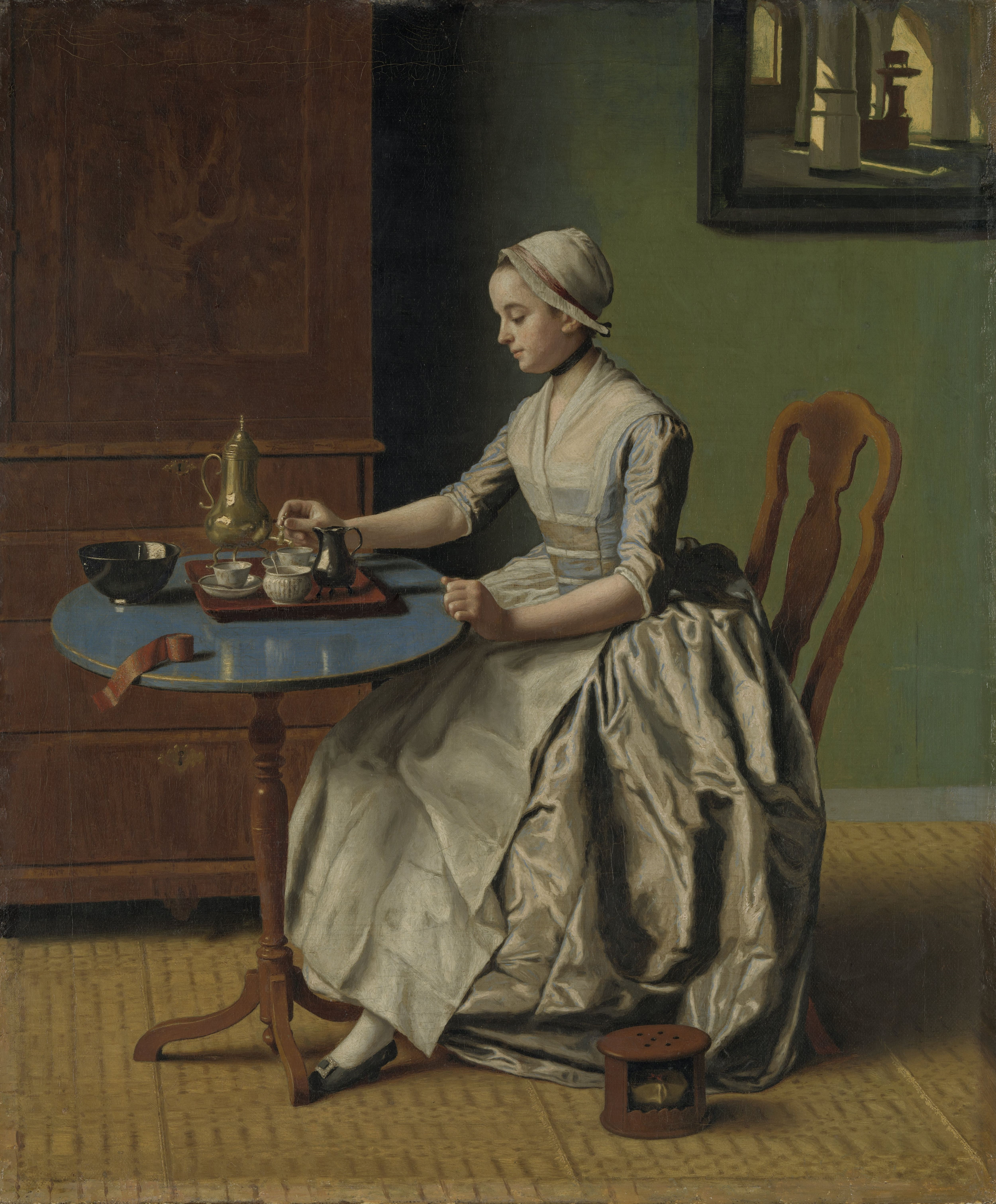
Дама, наливающая шоколад. Картина Ж.-Э. Лиотара. Чашки и сахарница выполнены из фарфора, тогда как молочник и сосуд для шоколада — металлические
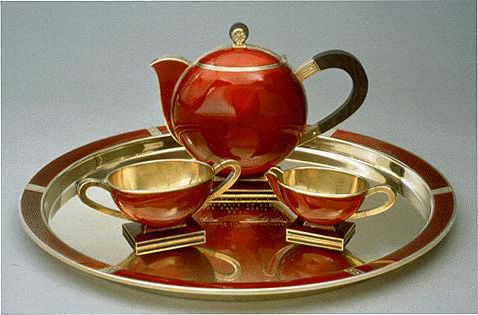
Золотой эмалированный чайный сервиз, изготовленный Давидом Андерсоном, и подаренный кронпринцем Норвегии президенту Рузвельту
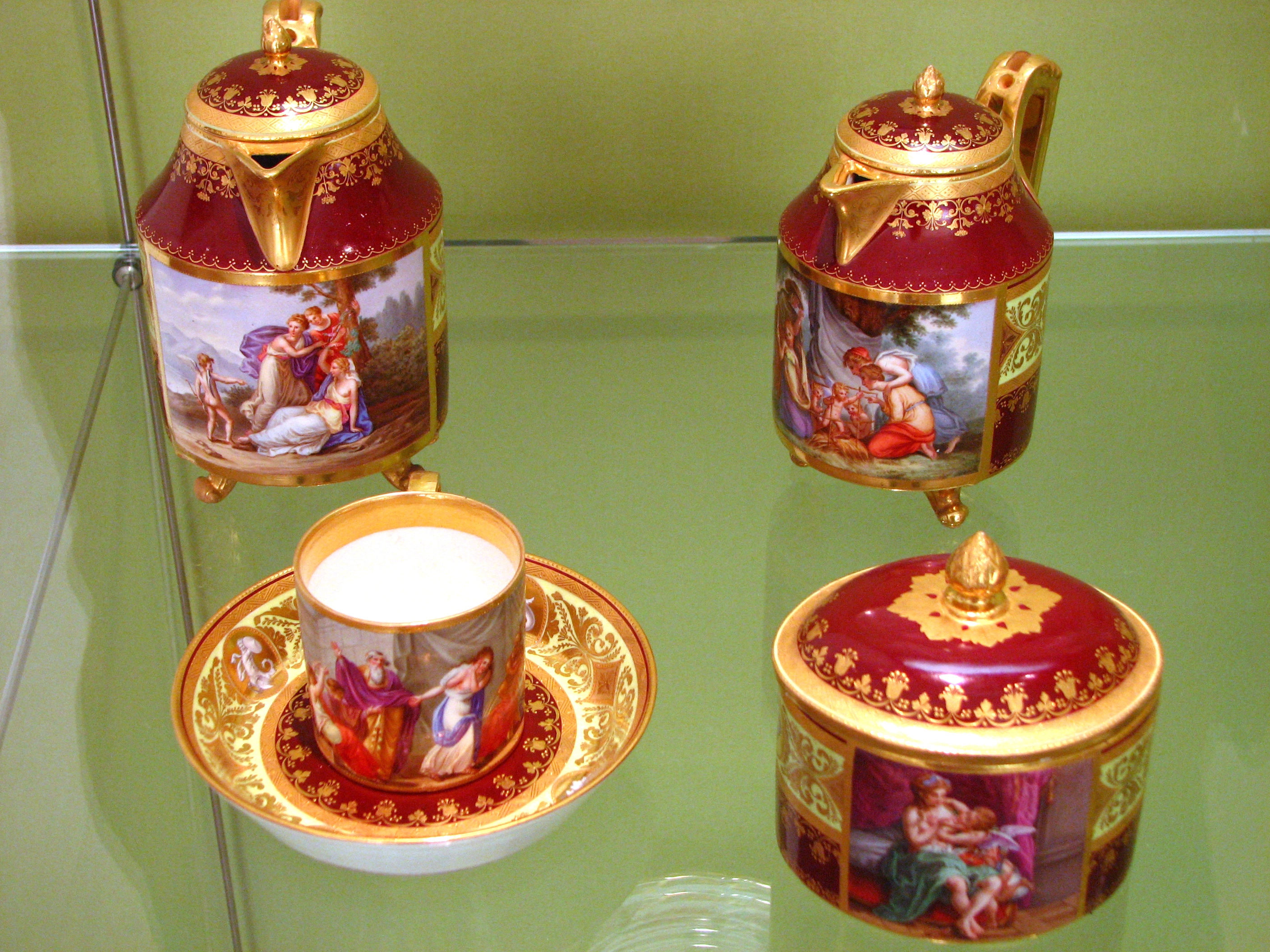
Предметы из чайного сервиза начала XIX века. При общности оформления, конкретный рисунок на каждом предмете свой
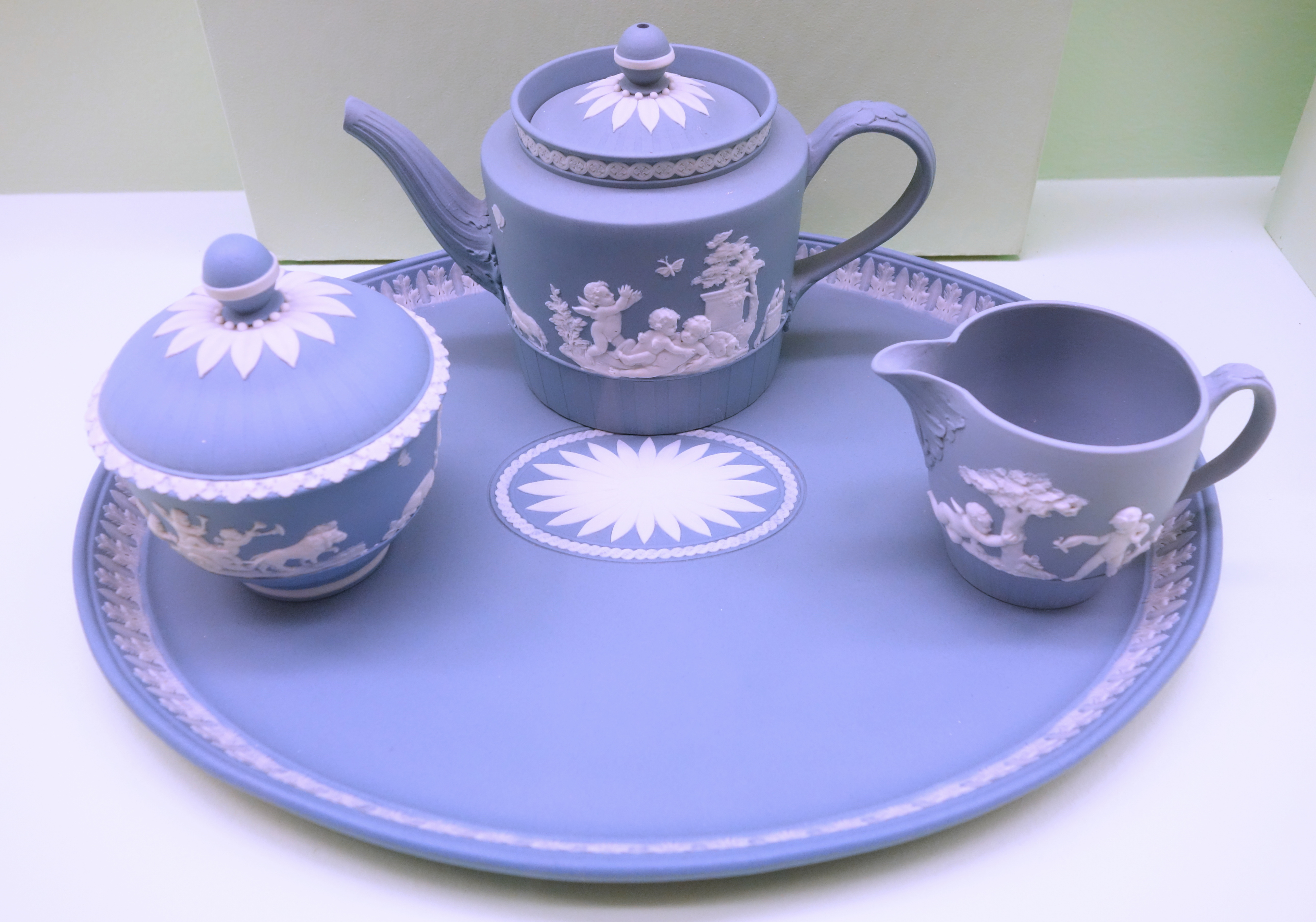
Предметы из чайного сервиза английской фирмы Веджвуд, около 1785 года
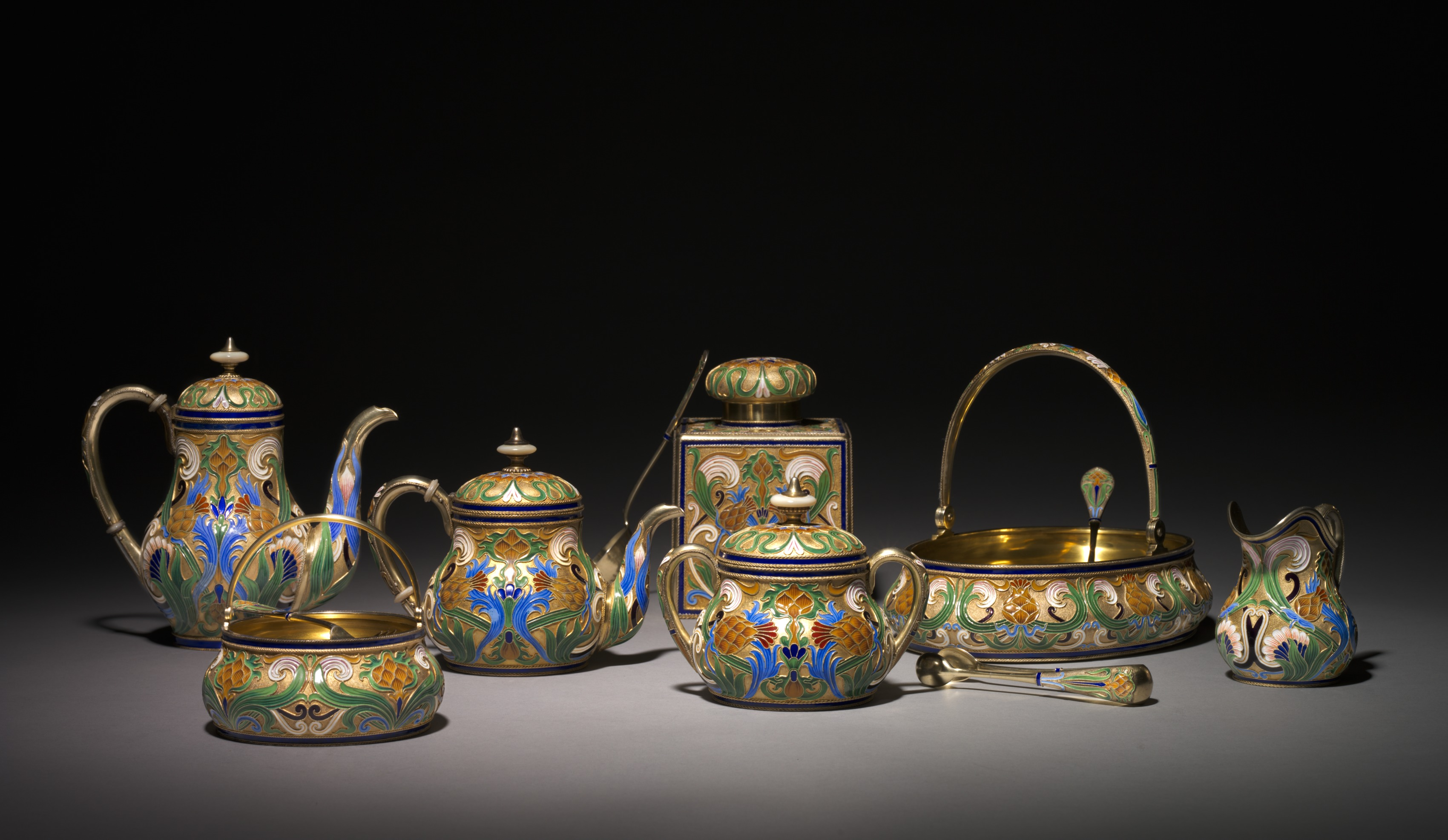
Чайный сервиз Фаберже, 1890 год, серебро, позолота, перегородчатая эмаль, экспонат Художественного музея Кливленда
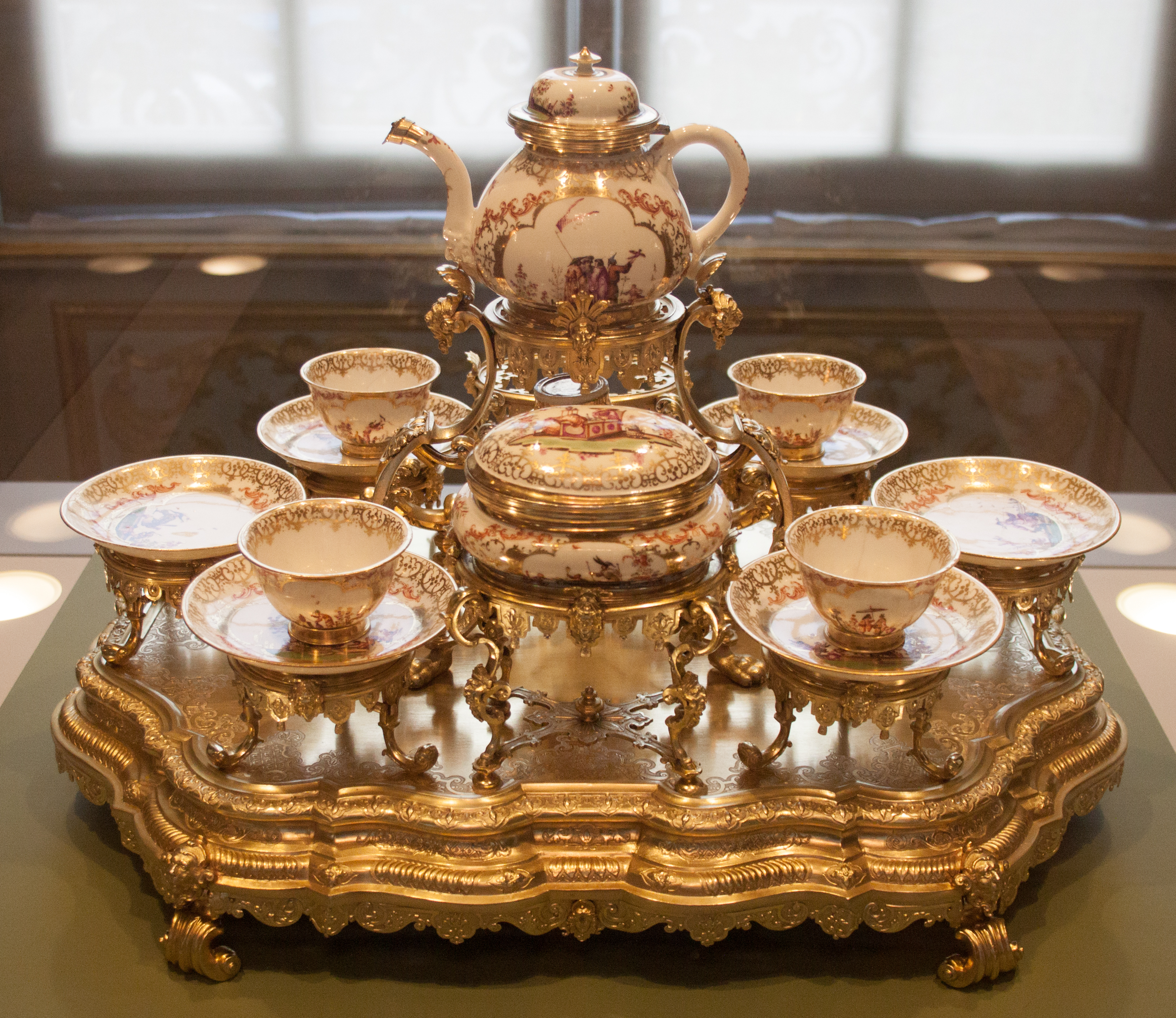
Предметы чайного сервиза с сюрту-де-табль, XVIII век, серебро, позолота, экспонат Residenzmuseum[нем.]

## Современные сервизы
В современной России чайные сервизы производятся на Императорском фарфоровом заводе, в Вербилках, Дулёво, Гжели. При этом используются как советские (реже дореволюционные) наработки, так и современные дизайнерские решения.
Кроме фарфора и металла, материалом для чайного сервиза может служить также майолика или фаянс, изредка — стекло.